# Traveler (musikalbum)
Traveler är Abalone Dots andra album, utgivet 2008. Skivan fick ett blandat mottagande. Albumet gästas av bland andra Al Perkins.

## Låtlista
1. "Craighead Country Sky"
2. "Devil's Blues"
3. "A Simple Song"
4. "The Ballad of Lee McKay"
5. "Solo"
6. "Lost"
7. "Little Sparrow"
8. "Break the Silence"
9. "Lorraine"
10. "Over Georgia"
11. "Traveler"

## Listplaceringar
| Lista (2008) | Position |
| ------------ | -------- |
| Sverige      | 8        |

### Fotnoter
1. ↑  ”Recensioner: Traveler”. Kritiker.se. https://kritiker.se/skivor/abalone-dots/traveler/. Läst 27 februari 2011.
2. ↑  Listplacering